# Мерчимден
Мерчимде́н (также Мэрчимдэн) — река в Якутии, правый приток реки Оленёк. Длина реки — 218 км, площадь водосборного бассейна — 4080 км².
Исток реки находится на восточной окраине Среднеcибирского плоскогорья, недалеко от истоков реки Моторчуна, текущей на восток, на высоте более 226 м над уровнем моря, в правобережье среднего течения Оленька. Сначала течёт в северо-восточном направлении, затем устремляется преимущественно на север, почти параллельно Оленьку. Река меандрирует, на берегах — холмистая лесотундра. В приустьевом участке река спускается к пойме Оленька, где преобладает лиственница. Протекает по незаселённой местности. Впадает в Оленёк справа в 539 км от его устья, чуть ниже по течению от сильного изгиба Оленька на восток, на высоте менее 31 м над уровнем моря. В нижнем течении ширина русла составляет 77 м при глубине всего 0,3 м, скорость течения в низовьях — 0,8 м/с.
Питание в основном снеговое. Замерзает с первой половины октября до начала июня.

## Основные притоки
Указаны поименованные притоки длиной 30 км и более.
| Название     | Расстояние от устья | Длина | Положение |
| ------------ | ------------------- | ----- | --------- |
| Хаялах-Юрях  | 127                 | 46    | левый     |
| Маган-Хаялах | 157                 | 40    | левый     |

## Данные водного реестра
По данным государственного водного реестра России и геоинформационной системы водохозяйственного районирования территории РФ, подготовленной Федеральным агентством водных ресурсов:
- Бассейновый округ — Ленский
- Речной бассейн — Оленёк
- Речной подбассейн — нет
- Водохозяйственный участок — Оленёк от водомерного поста ГМС Сухана до устья
- Код объекта в государственном водном реестре — 18020000212117600058330[4].